# 文侯 (韓)
文侯（ぶんこう、生年不詳 - 紀元前377年）は、中国の戦国時代の韓の君主。名は猷。烈侯の子。
紀元前387年、烈侯が死去すると、後を嗣いで韓侯となった。紀元前385年、鄭を攻撃し、陽城を奪った。宋を攻撃し、彭城に達し、宋の悼公を捕らえた。紀元前380年、斉を攻撃し、桑丘に達した。紀元前378年、斉を攻撃し、霊丘に達した。
紀元前377年、文侯は死去した。在位10年。